# Edificio First National Bank of Boston
El Edificio First National Bank of Boston (conocido popularmente como Banco de Boston) es un edificio de oficinas de estilo neoplateresco construido para dicha entidad financiera en 1924, en la esquina de la Avenida Roque Sáenz Peña y las calles Florida y Bartolomé Mitre, en la city financiera de la ciudad de Buenos Aires, Argentina. Actualmente es ocupado por el ICBC Argentina (ex Standard Bank Argentina), que absorbió al BankBoston en 2004. El edificio se distingue por su portería en la esquina y la arquería y balaustradas del último piso, basadas en distintas obras representativas del plateresco español.

## Historia

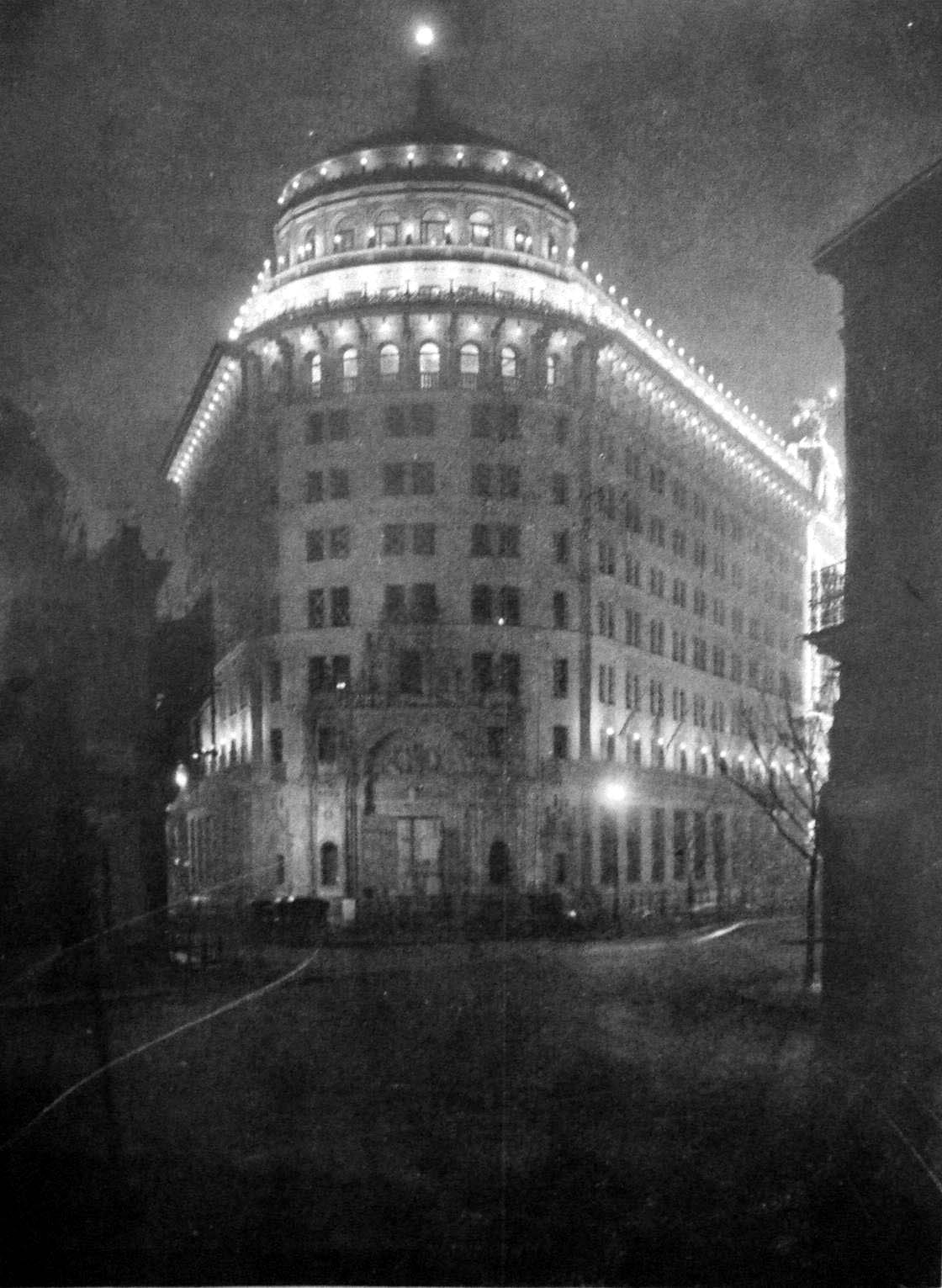
De noche, en 1924

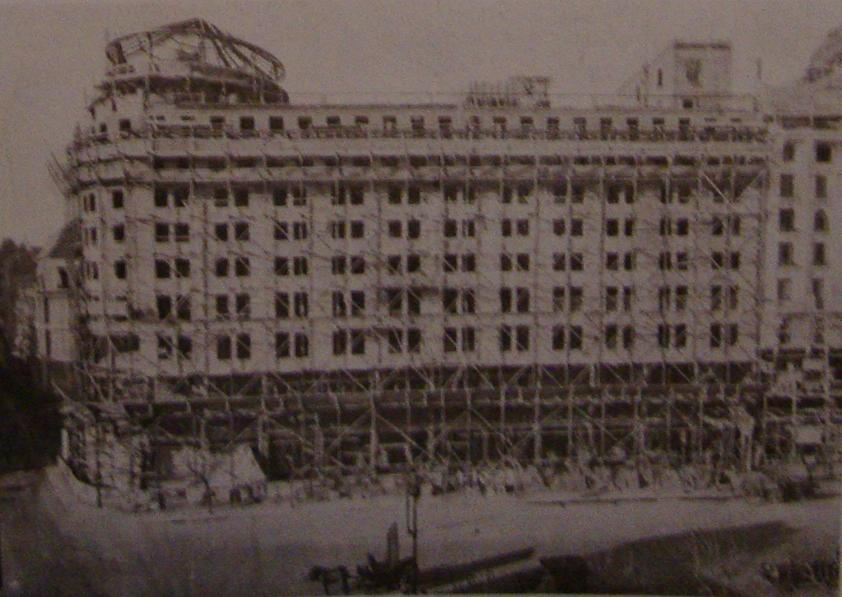
Las obras hacia 1923.

El First National Bank of Boston se instaló en Argentina el 14 de julio de 1917, y tuvo un gran crecimiento desde el principio gracias al pujante vínculo comercial entre Buenos Aires y Boston, por la exportación de lana y cueros.
El 26 de febrero de 1920 el lote de 1.709,139 m² sobre la Diagonal Norte en construcción, en su esquina nordeste con las calles Bartolomé Mitre y Florida, fue vendido en remate por la Municipalidad de la Ciudad de Buenos Aires al Banco de Boston por la suma de m$s 2.325.885,99.
El banco contrató a los arquitectos Paul Bell Chambers y Louis Newbery Thomas para diseñar el edificio ciñéndose a expresos reclamos, y los primeros planos fueron presentados a la Municipalidad el 31 de diciembre de 1920. Sin embargo, numerosos proyectos fueron rechazados por esta última debido a la estricta normativa de fachadas, proporciones y dimensiones de los edificios elaborada para la Diagonal Norte.
Por insistencia del intendente Carlos M. Noel finalmente los planos definitivos fueron aprobados el 28 de diciembre de 1922. Las obras comenzaron en junio de 1921 y terminaron en octubre de 1924, cuando fue finalmente inaugurado el edificio propiedad del First National Bank of Boston.
El 24 de diciembre de 1927 el militante anarquista Severino Di Giovanni hizo detonar una bomba en el interior del banco, dañando al edificio seriamente.

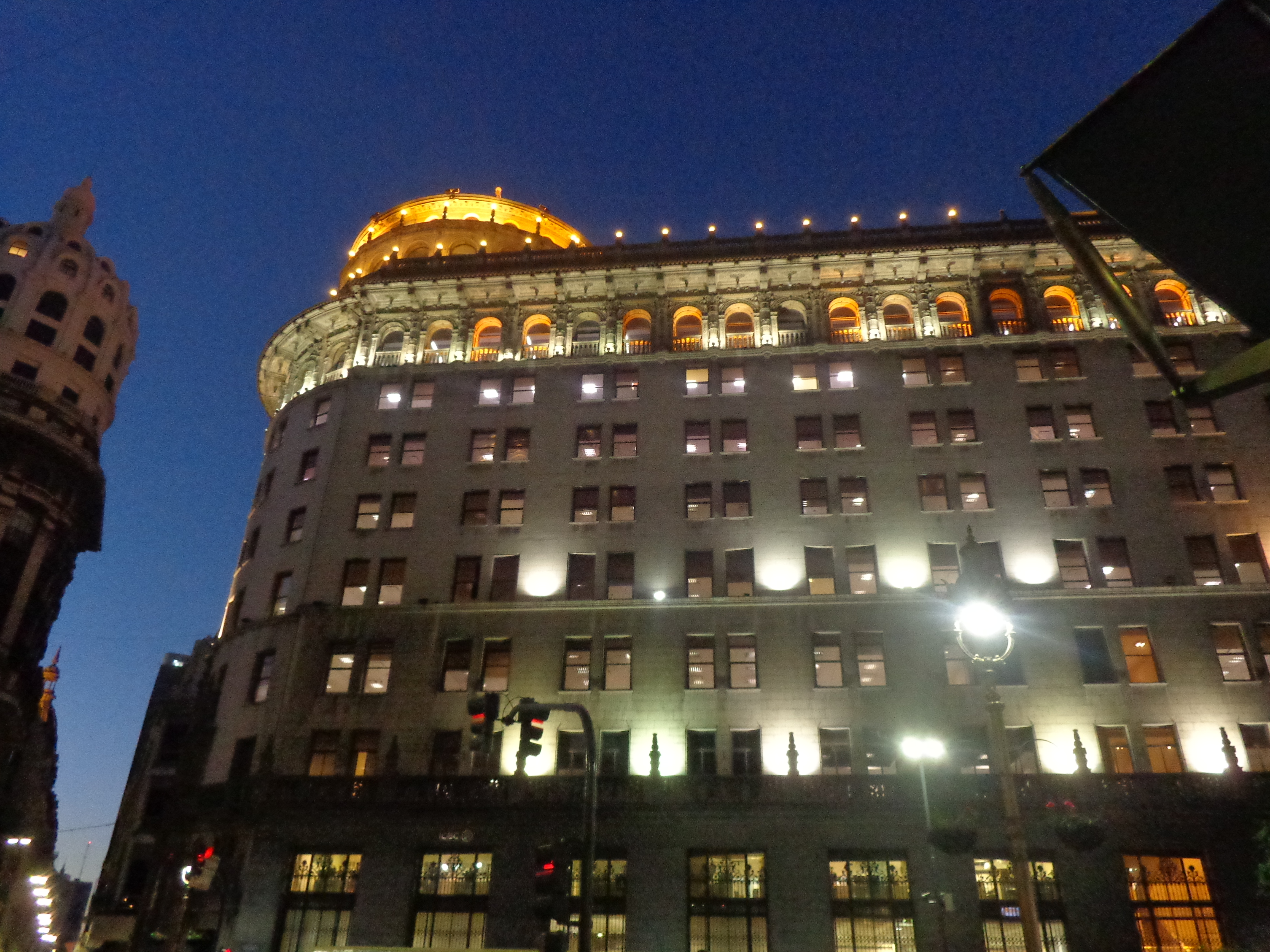
Iluminado en la noche.

En 2001, fue remodelado por el estudio de arquitectura Hampton-Rivoira, y su fachada fue restaurada, recibiendo el premio "obras de intervención en edificios de interés patrimonial" entregado por la Sociedad Central de Arquitectos. Con la crisis de diciembre de ese año en la Argentina, cientos de ahorristas perjudicados por la medida económica conocida popularmente como el Corralito marcharon y se manifestaron en la puerta del BankBoston, exigiendo la devolución de sus ahorros retenidos. Desarrollando formas de protesta como los cacerolazos, solían golpear la puerta principal y pórtico del edificio, que resultó dañado. Durante mucho tiempo permaneció rodeando al BankBoston un perímetro hecho con paneles de chapa acanalada para evitar esta destrucción, aunque los manifestantes aprovecharon el material del vallado para hacerlo sonar con palos o cucharones. Con estos sucesos se cerró una década de convertibilidad ideada por el ministro de economía neoliberal Domingo Cavallo, quien había establecido en 1991 la paridad peso - dólar artificialmente.
En Argentina, el Banco Industrial y Comercial de China (ICBC, según sus siglas en inglés), la mayor entidad del mundo por capitalización de mercado y administración de depósitos, concretó la compra del Standard Bank en el 2012. En febrero de 2013 se anunció el cambio definitivo de nombre del Standard Bank Argentina a ICBC Argentina.

## Descripción

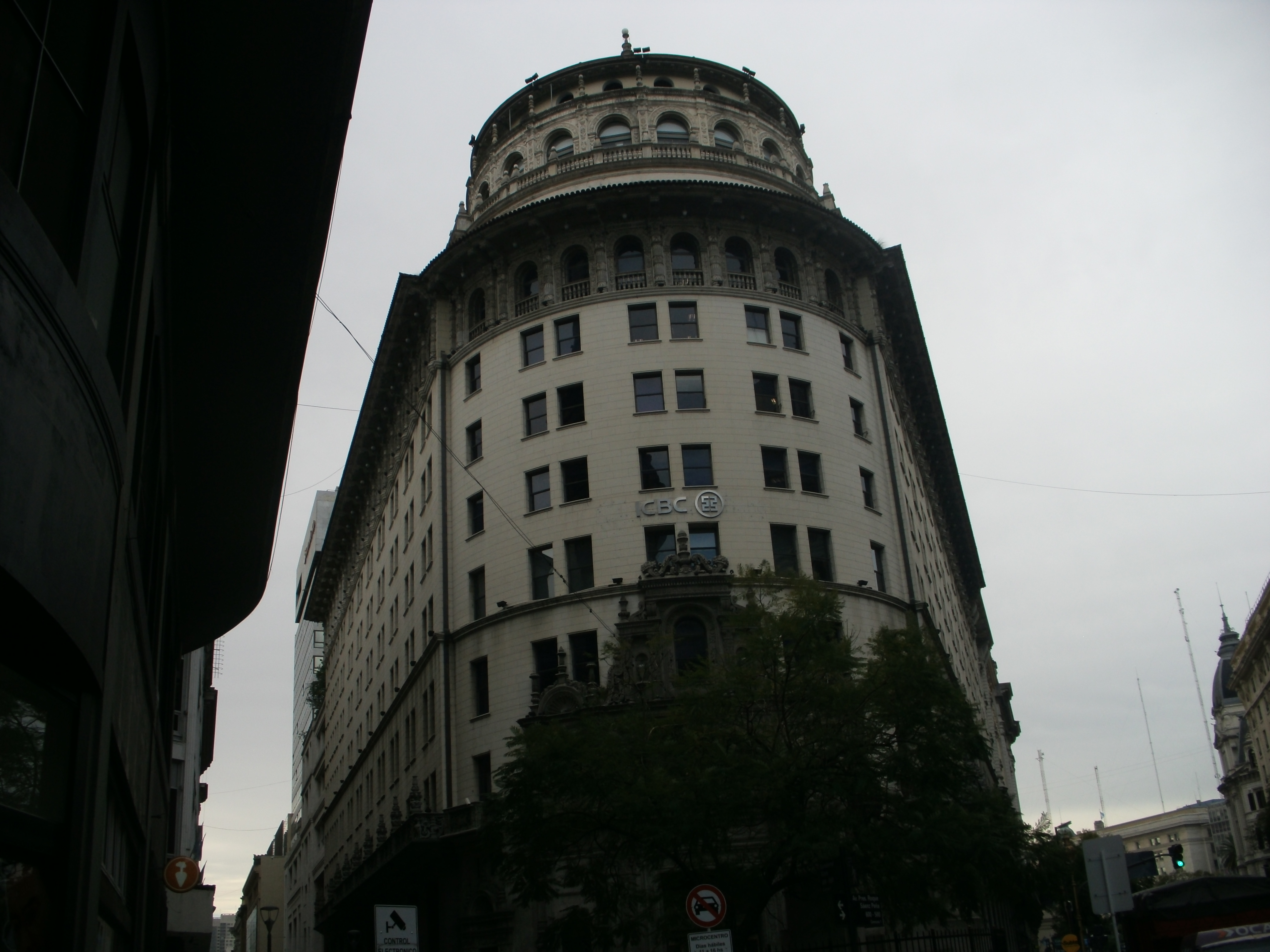
Desarrollo y remate.

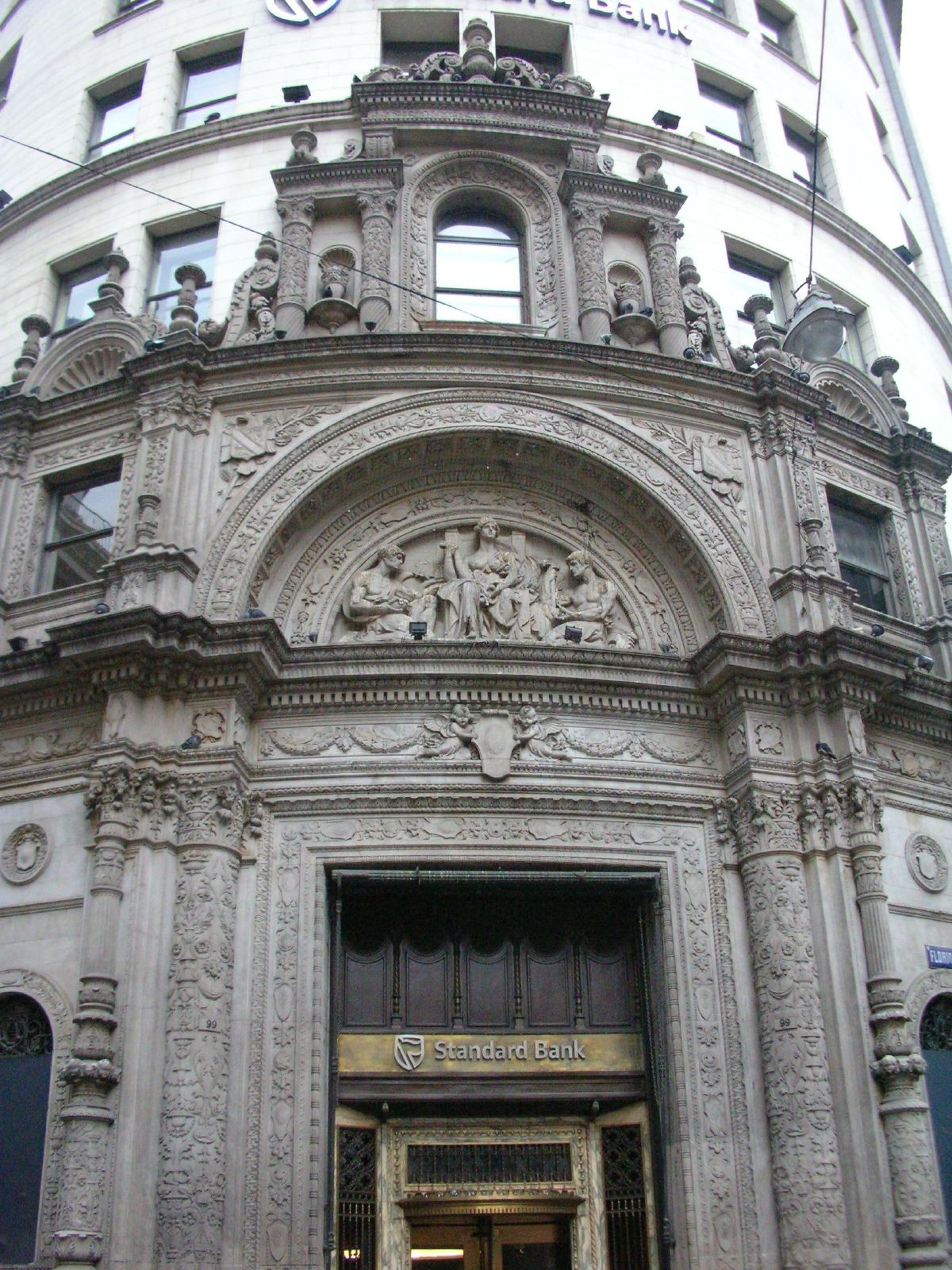
Pórtico plateresco.

El edificio debió ceñirse a la normativa de fachada impuesta por la Municipalidad, con una altura de 8 metros sobre la vereda para el nivel del 1.er piso, 33 metros hasta la cornisa y 36 a la parte superior del ático. Contó con 12 plantas: sub-subsuelo, subsuelo, planta baja, entrepiso (todos ocupados por el banco), y 8 pisos superiores destinados a oficinas de alquiler.
Colaboraron los arquitectos York y Sawyer, los ingenieros fueron la firma Stone y Webster, representada por el ingeniero Thomas Thornburg en cuanto a la construcción y el ingeniero Harry Reed en las instalaciones mecánicas. Para el esqueleto del edificio usaron 1.650 toneladas de acero traídas de los Estados Unidos y 6.120 m³ de cemento armado, para pisos y techos.

### Fachada

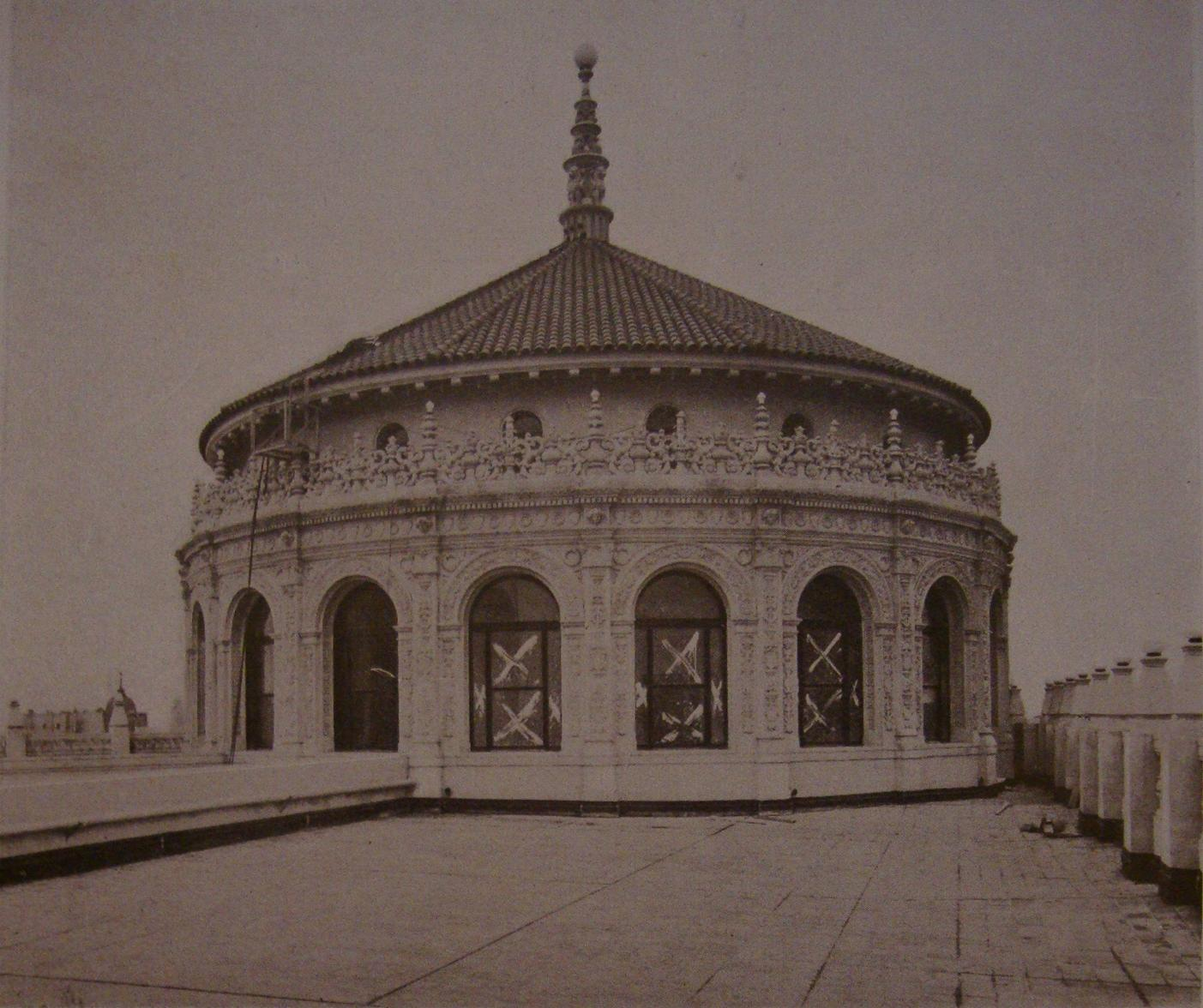
La cúpula, en 1924.

El edificio se caracteriza por su fachada neoplateresca de 115 metros de extensión, diseñada en homenaje al renacimiento español, con esculturas inspiradas en el Convento de San Marcos, en León y en la Librería de la Catedral, en Santiago. La arcada de la esquina de la calle Florida, de 17 metros de altura, está inspirada en el Hospital de Santa Cruz de Toledo, construida en el siglo XVI. En la misma ochava, remata una cúpula circular con tejas coloniales españolas de color rojo ladrillo.
La entrada está hecha en Inglaterra, en gran parte con bronce, y pesa 4 toneladas. El pórtico de la ochava fue hecho en 400 toneladas de piedra caliza Indiana que fueron extraídas de Bedford, Indiana, y se tallaron en Nueva York en cuatro meses. Hasta el primer piso se trabajó la decoración del frente en granito de Cosquín, Córdoba (Argentina), y el resto del mismo fue hecho en revoque símil piedra blanco compuesto por piedra Mar del Plata molida y cemento portland blanco.
Se colocó un sistema de iluminación exterior decorativa para realzar la fachada en días festivos.

### Sede del banco

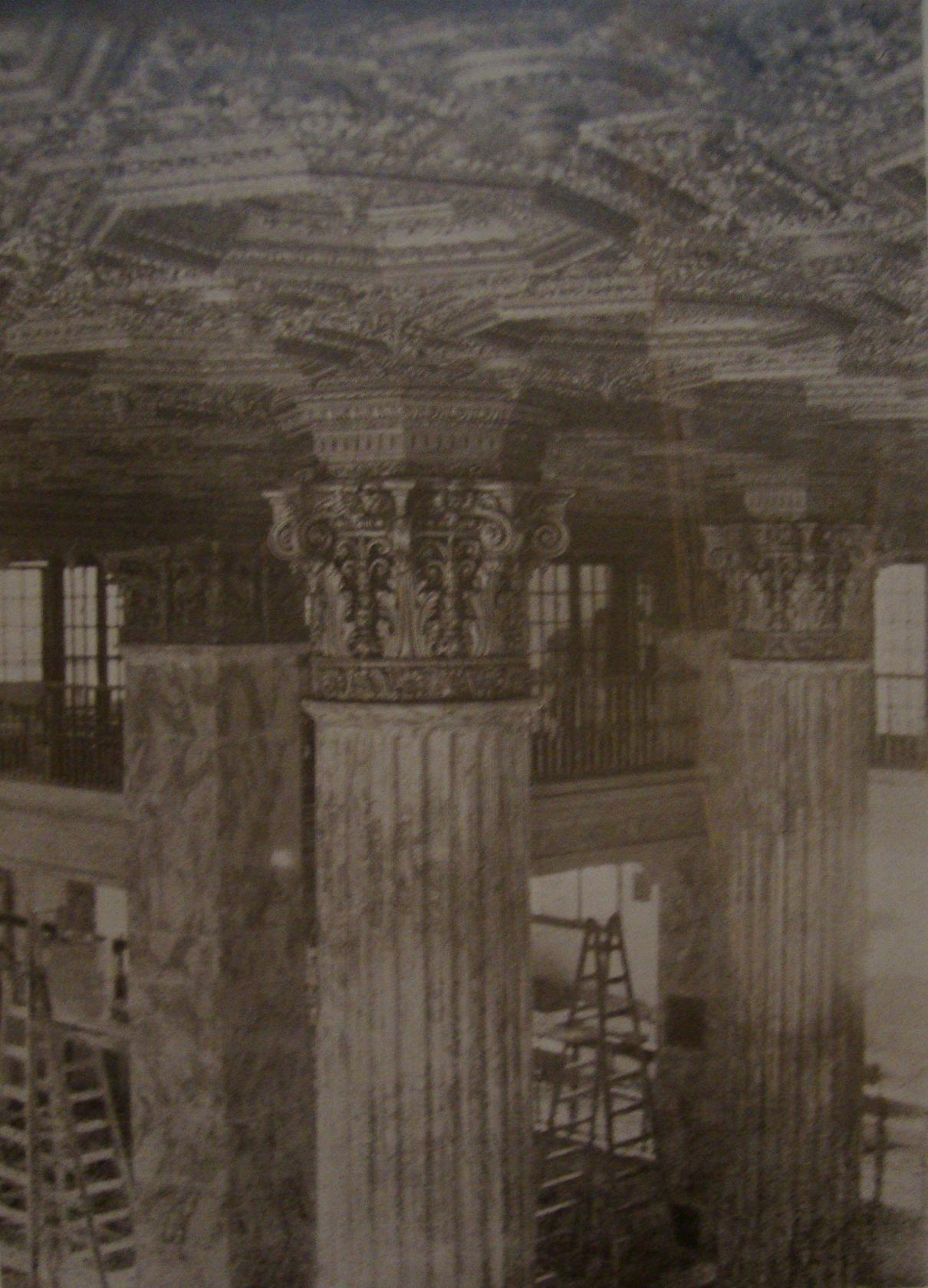
Gran salón, en construcción.

El interior fue decorado con mármoles cippolino verde y amarillo, y pórfido verde oscuro traído de Uruguay, y las barandas de las escaleras, mamparas y ventanillas de atención se hicieron en bronce. Los cielorrasos son encofrados de color dorado, de acuerdo al estilo plateresco.
En el sub-sótano se ubicaron el tesoro del banco y las cajas fuertes, al estilo norteamericano. Las dos puertas de acero cerrando el tesoro serían "las más fuertes de Sudamérica" según los autores del edificio. También se instalaron diversas áreas de mantenimiento del banco. En el sótano se instalaron los departamentos de Caja de ahorro, Informes y Asuntos legales.
El vestíbulo principal, desde el cual se accede también al sótano, tiene su entrada por el pórtico de la ochava, y posee un vitraux en el cielorraso. Ahí se ubicaron los mostradores de las distintas áreas del banco, y en el pasillo principal, los tres ascensores con sus respectivas escaleras, y un montacargas. Las oficinas de los gerentes y subgerentes de la sede del banco en Buenos Aires se ubicaron también en la planta baja.
En el entrepiso se ubicó el directorio, en una oficina en la ochava de Florida, además del despacho del vicepresidente, diversos departamentos y una sala de conferencias.
Para la comunicación dentro del edificio y con el exterior se instalaron sistemas de tubos neumáticos, de teléfonos y de telautógrafos (aparatos antecesores del fax). Para ello se construyó en el entrepiso una oficina de conmutadores con capacidad para 100 teléfonos. La Compañía Unión Telefónica proveyó 300 líneas telefónicas para todo el edificio.
Se instaló un sistema de ventilación mecánica que permitía circular aire fresco en todo el edificio, que además recibía calefacción en invierno.

### Pisos superiores
Los pisos del 1.º al 8.º del edificio fueron destinados a oficinas de alquiler, con acceso por un vestíbulo al cual se entra por el frente a la Diagonal Norte, con una batería de 4 ascensores con velocidad de 182,88 metros por minuto con una carga de 1.134 kilos, excepto uno con el doble de capacidad (para llevar objetos tales como cajas fuertes) y una velocidad reducida a la mitad. El sistema de batería fue novedoso en Buenos Aires, para la época en que se inauguró el edificio. Desde el mismo vestíbulo parte también la escalera principal del edificio, que une desde el sub-sótano a la azotea, y fue separada de los ascensores por puertas incombustibles de cristal armado, en cada piso.
Como curiosidad, en el segundo piso se instaló una peluquería.

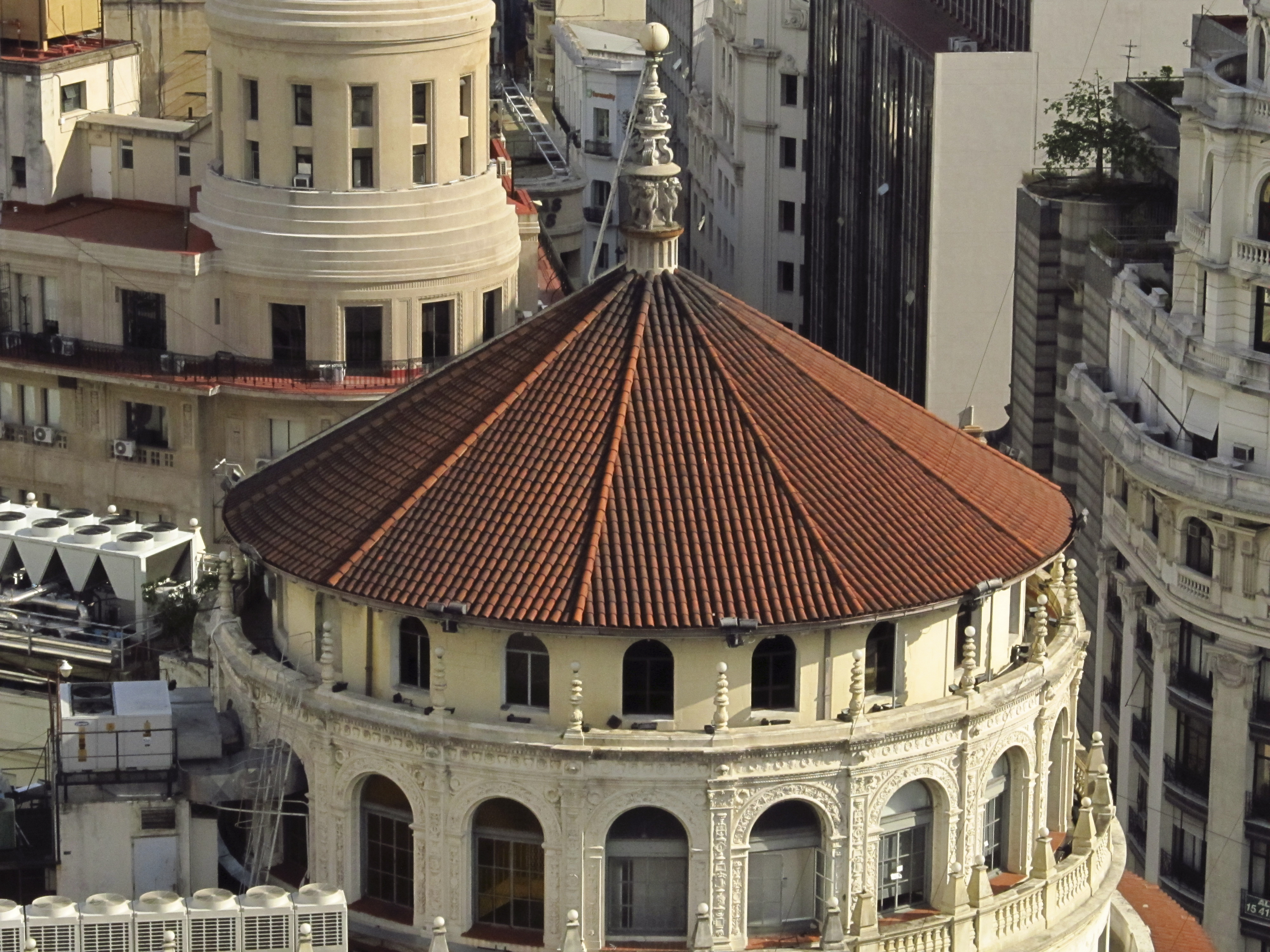
Cúpula del Banco de Boston